# 中国管理科学研究院
中国管理科学研究院（Chinese Academy of Management Science）是一所位于中国北京的管理学研究院。曾为事业单位编制，2024年6月23日被撤销事业单位登记。

## 历史
1985年4月，在中国科协科学技术培训中心举办的首届交叉学科会议上，根据科学家钱学森、钱三强、钱伟长等的提议，由田夫牵头召开座谈会，邀请国家机关、科研机构、高等院校200多位高级科研人员署名发起请示报告，呈报陈云同志，要求成立中国管理科学研究院。
1986年9月1日，时任中国共产党中央政治局常务委员会常委的陈云批示同意，委任宋平承担这项工作。1987年6月2日，国家科委同意成立中国管理科学研究院。
1987年7月5日，成立大会在北京友谊宾馆举行，李铁映、高扬、于若木为主席团执行主席。费孝通、钱伟长、成思危、许嘉璐为名誉院长，田夫为院长。
1989年8月25日，国家人事部发文批准中国管理科学研究院国家事业单位编制，国家财政部拨给经费。
20世纪90年代，中管院从国务院发展研究中心脱钩，开始长达十余年的无主管阶段。1998年，国务院颁布《民办非企业单位登记管理暂行条例》，规定民办非企业单位的名称不得冠以"中国"、"全国"、"中华"等字样，中国管理科学研究院为保留名号只得挂靠在国家部委名下，重新登记成为事业单位，但此后仍未找到挂靠单位，直至2006年挂靠在信息产业部领导的社会团体中国电子商会之下，当时中管院下属二级机构（研究所、中心）共有39个。2010年6月，根据工信部的通知，中国电子商会不再担任中管院的业务主管单位，中管院由此丧失事业单位法人资格。
2012年8月2日，中国管理科学研究院改由中国旅游文化资源开发促进会主管，并开始事业单位理事会制度改革，但行政管理班子始终未能组建，理事会名存实亡。2014年，中管院下属二级机构的数量则达到92个，此后未再统计，截至2020年也只有50余个真实存在的、能运作的，或者通过电话能联系到的研究所。
中管院的登记住所长期记载为北京西城区月坛南街新华大厦1226室。2019年5月31日，因存在未按规定申请住所变更登记行为，中国管理科学研究院被国家事业单位登记管理局行政处罚。同年6月，新华社记者在月坛南街新华大厦寻找中国管理科学研究院的登记住所时发现该建筑12层是一家房地产公司，大厦前台人员接受采访时表示“这里从来没有一家叫作中管院的单位”。
截至2022年3月，中国管理科学研究院的官方网站已因“未根据工信部相关法律进行备案”而处于无法访问状态。2024年6月23日，因被指控不按照登记事项开展活动，以牟利为目的对社会大肆销售职业技能培训证书，违规向企业颁发“中国”字头荣誉证书、建立“中国”字头基地、主办“中国”字头论坛会议，违规使用带“中国”字头机构对外宣传报道和进行虚假宣传等行为，中管院被国家事业单位登记管理局撤销登记，其《事业单位法人证书》及单位印章也被收缴。

## 联络方式
登记地址：北京市西城区月坛南街59号新华大厦1226室
法定代表人：王家粤